# 馬凱特 (內布拉斯加州)
馬凱特（英語：Marquette）是位於美國內布拉斯加州漢密爾頓縣的村。

## 人口
根據2020年美國人口普查的數據，馬凱特的面積為0.54平方千米，皆為陸地。當地共有人口236人，而人口密度為每平方千米437人。